# Опейнде
Опейнде (нід. Opeinde) — село в нідерландській провінції Фрисландія. Входить до муніципалітету Смаллінгерланд.
Його площа становить 9,25 км², а населення станом на 2021 рік складало 1 745 осіб.
Перша згадка про населений пункт датується 1439 роком.

## Галерея

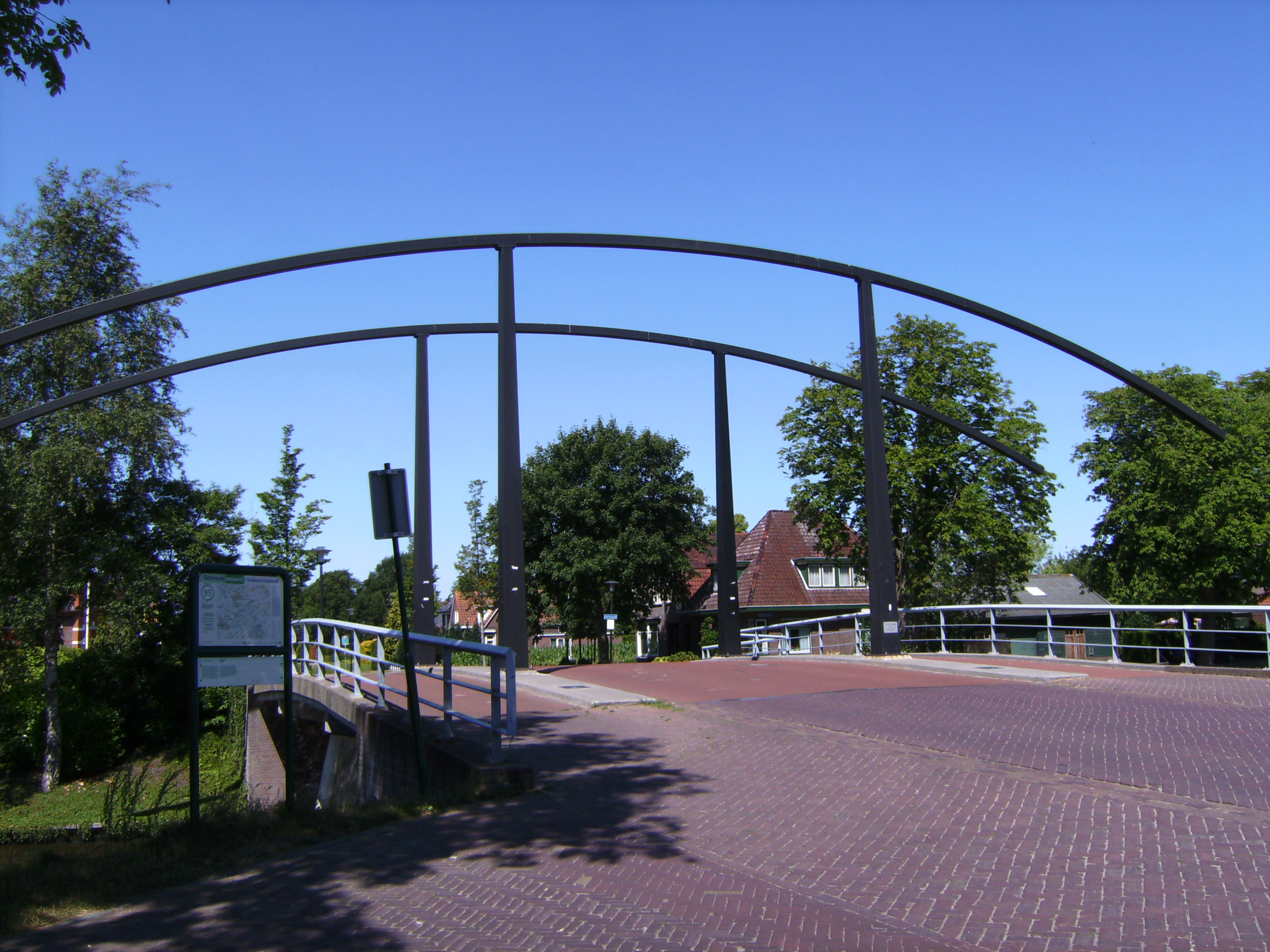
Міст в Опейнде
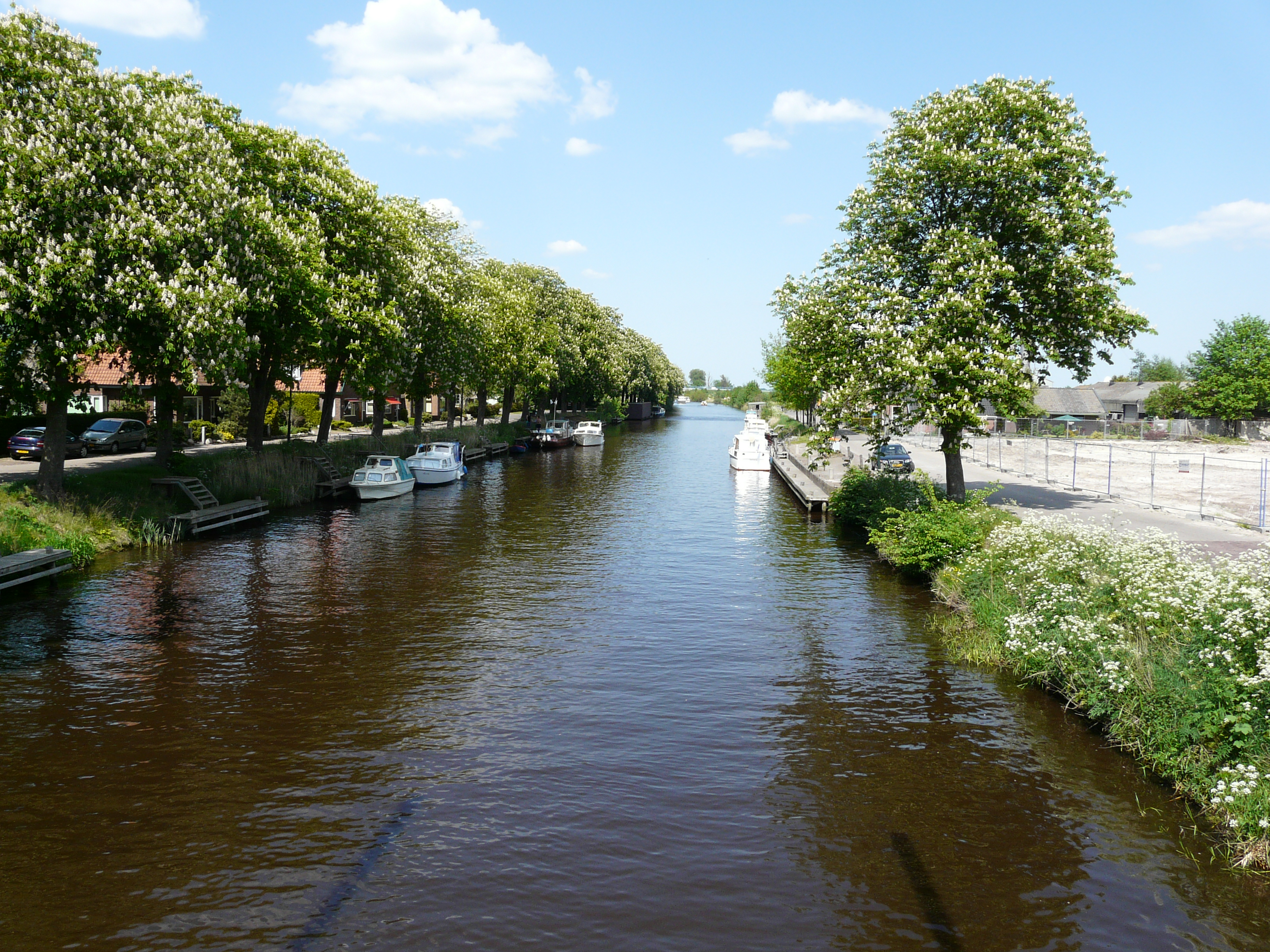
Вид на канал
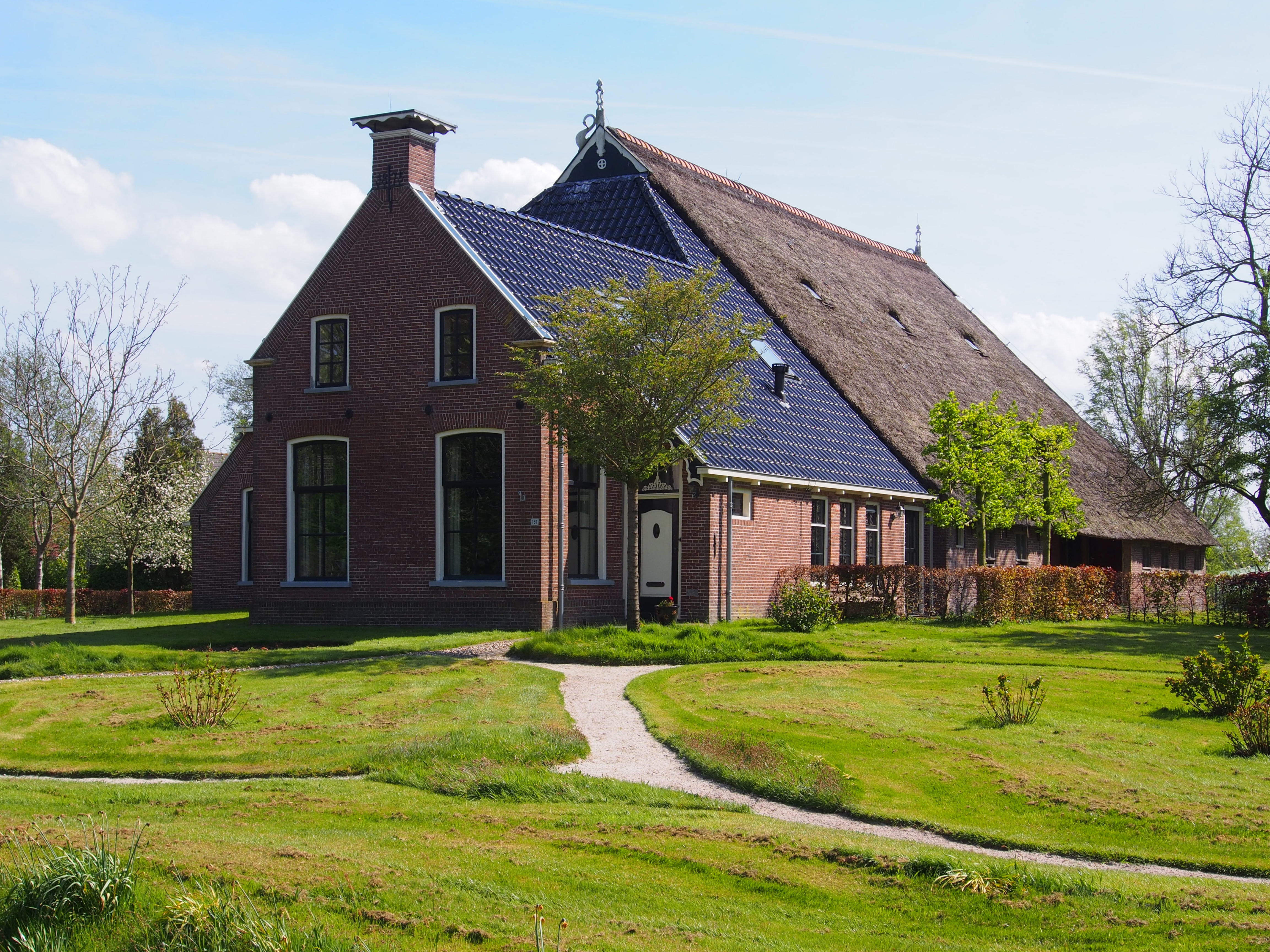
Ферма в селі
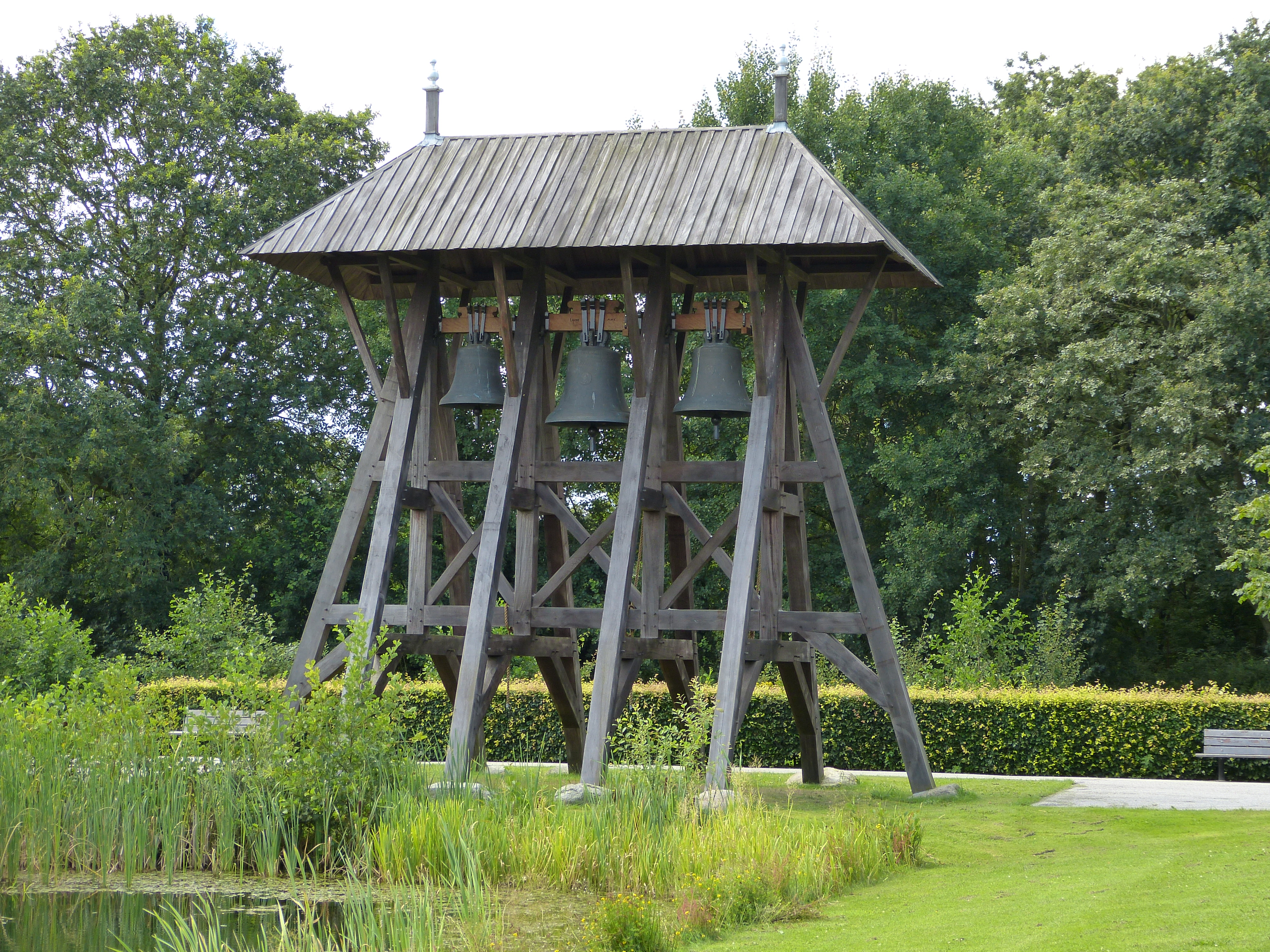
Дзвіниця в Опейнде